# Шестоперово
Шестопе́рово (рос. Шестоперово) — присілок у складі Ярського району Удмуртії, Росія.

## Населення
Населення — 56 осіб (2010, 94 у 2002).
Національний склад станом на 2002 рік:
- удмурти — 97 %